# 루바토
루바토(이탈리아어: Rubato)는 독주자나 지휘자의 재량에 따라서, 의도적으로 템포를 조금 빠르게 혹은 조금 느리게 연주하는 것을 말하는 음악 용어이다. 루바토는 낭만파 시대에 잘 쓰였으며, 특히 피아노 악곡에 흔하다. 루바토를 적용하려면 악보에 적혀진 음표와 실제로 연주되는 음표 사이의 관계가 바뀔 필요가 있다.
루바토가 명시되지 않았더라도, 많은 가수들은 자유롭게 루바토를 사용하여 음악적 효과를 본다. 반주와 약간 다른 템포로 노래한다.
프레데리크 쇼팽은 그의 다수 작품에서 엄격한 루바토 표현 형식을 사용하였다: 왼손은 악곡의 정확한 템포로 연주하는 한편, 오른손은 루바토를 적용시켜 자유로운 템포로 연주하였다. 하지만 오늘날에는 반주와 멜로디를 같은 비율로 조금 빠르게/조금 느리게 하는 것이 보편적이다.
프란츠 슈베르트, 알렉산더 스크랴빈은 작품에 감정을 불어 넣기 위해 루바토를 사용하였다.
지휘자 중에서는 레너드 번스타인이 루바토를 극단적으로 많이 사용한다고 알려져있다.

## 이름의 유래
루바토는 훔치다, 강탈하다라는 뜻의 이탈리아어 "루바레"("rubare")에서 유래했다. 루바토는 다른 말로 템포 루바토라고 한다.

## 사용례
예를 들어 사분음표 뒤에 팔분음표 하나가 나오고 있는데, 루바토를 적용시켜 템포를 느리게 하여 사분음표를 십육분음표와 같은 음으로 연주하고, 팔분음표에 와서는 템포를 빠르게 하여 잃어버린 시간을 벌충하여 십육분음표로 연주하는 식이다.
위의 글을 여러가지로 해석해 보면
사분음표뒤에 팔분음표가 나올 때 루바토를 적용하여
1. 사분음표를 보다 더 길게 연주하고 팔분음표를 보다 더 짧게 연주한다. 
2. 사분음표의 길이는 원래보다 길게 팔분음표는 원래 길이보다 짧게 연주한다.
3. 사분음표는 템포가 늘어지고 팔분음표를 연주할 때 템포가 빨라지는듯한 느낌을 줄 수 있다.

## 같이 보기
- 템포